# Gammarus izmirensis
Gammarus izmirensis is een vlokreeftensoort uit de familie van de Gammaridae. De wetenschappelijke naam van de soort is voor het eerst geldig gepubliceerd in 2007 door Özbek.